# پیتر مونی
پیتر مونی (به انگلیسی: Peter Mooney) (زاده ۱۹ اوت ۱۹۸۳) بازیگر کانادایی است.
از فیلم‌های معروف او می‌توان به بازی در مجموعه تلویزیونی پلیس‌های تازه‌کار اشاره کرد.